# Димитър Добренов
Димитър Рангелов Добренов е български металург и политик от БКП, заслужил учител (1982).

## Биография
Роден е в Перник на 7 ноември 1926 г.
Започва работа в металургичното предприятие „Железни заводи“ в града като разтоварач на желязо през 1942 г. После работи като количкар, мазач на валовете на стана и валцьор. Прехвърля се на работа в местния Държавен металургичен завод „Ленин“ като началник на смяна през 1952 г. Впоследствие стига до длъжността главен майстор в Листопрокатния му цех.
Специализира в Новомосковск (Тулска област, Съветска Русия) по производство на тънка ламарина. След завръщането си става главен майстор на „Стан 1100“ в завода.
В периода 25 април 1971 – 4 април 1981 г. е кандидат-член на ЦК на БКП. Умира в Перник на 28 юни 1982 г.
С указ № 715 от 20 април 1970 г. е обявен за герой на социалистическия труд. Награден и с „Орден на труда“ – златен (1963).